# Charles Baudelaire
Charles-Pierre Baudelaire (født 9. april 1821, død 31. august 1867) var en fransk digter, oversætter og kunstkritiker. Født i Paris som eneste søn af François Baudelaire og Caroline Defayis. Baudelaire er den franske digter, der har haft størst indflydelse på fransk poesi fra slutningen af det 19. århundrede til i dag – ja, måske endda vesterlandsk lyrik som sådan. Dette skyldes digtsamlingen Les Fleurs du mal (1857), der ligesom Gustave Flauberts roman Madame Bovary blev beskyldt for usædelighed. Baudelaire blev anklaget for blasfemi og usædelighed af Ernest Pinard. Han blev frifundet for blasfemi, men dømt for usædelighed.
Baudelaire er den digter, der tegner modernitet; begrebet er hans. Hos ham er det et træk hos kunstneren, at han kan beskrive forfaldet og derigennem se en form for skønhed. Alle forfattere i den modernistiske retning har måttet forholde sig til Baudelaire.

## Hovedværker
- Salon de 1845 (1845)
- Salon de 1846 (1846)
- La Fanfarlo (1847)
- Du vin et du haschisch (1851)
- Fusées (1851)
- Edgar Allan Poe, sa vie et ses œuvres (1852)
- Exposition universelle (1855)
- Les Fleurs du mal (1857/1861)
- Le Poème du haschich (1858)
- Salon de 1859 (1859)
- Les Paradis artificiels (1860)
- Réflexions sur quelques-uns de mes contemporains (1861)
- Richard Wagner et Tannhäuser à Paris (1861)
- Spleen de Paris (1862)
- Le Peintre de la vie moderne (1863)
- L'œuvre et la vie d'Eugène Delacroix (1863)
- Mon cœur mis à nu (1864)

## Oversættelser til dansk
- Parisisk Spleen: Smaa Digte i Prosa. V. Pio, 1918.
- Syndens Blomster. Oversat af Sigurd Swane. Nyt Nordisk Forlag, 1921.
- Det kunstige paradis. Oversat af Karen Mathiasen . Fremads Fokusbogklub, 1967.
- Helvedsblomsterne. Oversat af Peter Poulsen. Nansensgade Antikvariat, 1997. ISBN 978-87-88211-40-5.
- Det moderne livs maler. Oversat af Vibeke Theisen. Klim, 2001. ISBN 87-7724-997-6.
- Det kunstige paradis. Oversat af Luna Tirée de la Brume. Det Poetiske Bureaus Forlag, 2013. ISBN 978-87-92280-56-5.
- Baudelaire i udvalg. Oversat af Luna Tirée de la Brume. Det Poetiske Bureaus Forlag, 2014. ISBN 978-87-92280-76-3.